# Salak Deh
Salak Deh (em persa: سالكده, também romanizada como Sālak Deh, Sālek Deh e Salkadeh) é uma aldeia do distrito rural de Kiashahr, situada no condado de Astaneh-ye Ashrafiyeh, na província de Gilan, no Irã. Segundo o censo de 2006, sua população era de 1 058, em 334 famílias.